# 佐治·維亞法拿
佐治·維亞法拿（Jorge Antonio Flores Villafaña，1989年9月16日—）是美國的職業足球運動員，司職左後衛，現效力於美國職業足球大聯盟球會洛杉磯銀河。

## 榮譽

### 美國
- 美洲金盃: 2017

### 球會
波特蘭伐木者
- 美國職業足球大聯盟盃 (1): 2015[1]
- Western Conference (MLS) (季後賽): 2015[2]
- MLS is Back Tournament: 2020[3]

桑托斯拉古納俱樂部
- 墨西哥超級足球聯賽 (1): 2018

## 外部連結
- 佐治·維亞法拿在墨西哥足球超級聯賽 （西班牙語）
- Template:MedioTiempo
- 佐治·維亞法拿在美國職業足球大聯盟